# Montok
Montok is een bestuurslaag in het regentschap Pamekasan van de provincie Oost-Java, Indonesië. Montok telt 3080 inwoners (volkstelling 2010).